# Owyhee (Nevada)
Pour les articles homonymes, voir Owyhee.
Owyhee est une census-designated place située dans le comté d'Elko, dans l’État du Nevada, aux États-Unis. Sa population s’élevait à 953 habitants lors du recensement de 2010.